# Монья
Мо́нья (рос. Монья) — присілок у Вавозькому районі Удмуртії, Росія.
Населення — 225 осіб (2010; 227 в 2002).
Національний склад (2002):
- удмурти — 96 %

Урбаноніми:
- вулиці — Дружби, Зелена, Логова, Молодіжна, Центральна